# Vavou
Vavou est une petite ville du Togo.

## Géographie
Vavou est situé à environ 61 km de Dapaong, dans la région des Savanes.

## Lieux publics
- École secondaire